# 德国交通
德国堪称世界上交通最发达的国家。德国的地理位置十分优越，是欧洲的东西和南北交通干线的相交区域，有欧洲陆上的“十字路口”之称；德国是世界上最早拥有高速公路的国家；也是世界上高速铁路技术最为成熟的少数国家之一；德国是世界上内河航运最发达的国家之一，是极少数充分利用运河的国家，海运技术和运量亦居世界前列；航空业基础雄厚，是世界主要航空国。

## 公路
德国的公路分为联邦级、州级和乡镇级三等，对不同的路段规定有不同的车速限制。通常规定的最高车速为100公里/小时，市区内为50公里/小时，住宅区内一般只允许30公里/小时。只有一部分高速公路无车速限制。同时，对某些车辆如载重汽车、大型公共汽车等也规定有最高车速。
高速公路已有80年的历史，目前总长度约13000公里，居世界前五位，密度雄据世界之冠。科隆至波恩的艾伏斯公路是世界上第一条高速公路，于1932年建成。
德国获准行驶的机动车约4000多万辆，其中绝大部分为小轿车。德国的大部分家庭都有车，汽车是德国人主要的交通工具。德国城市交通的三分之二是靠居民自己的小汽车解决的，只有三分之一是靠公共交通工具。在德国的一些交通枢纽大城市，为缓解交通紧张状况，建有三、四层的立体交叉道，景象十分壮观。然而即便如此，每逢上下班高峰、周未、节假日或遇恶性交通事故时，德国的公路上就会出现交通阻塞，少则半小时，多达数小时。此外，庞大的汽车数量更造成了车祸、城市噪音和空气污染等严重的健康和环境问题。
正是因为上述事实，一些务实的德国人开始对早已熟悉的汽车文化重新做出思考。从20世纪后期开始，只要翻阅报纸杂志，打开广播电视，便会发现对于汽车文化的讨论充斥于其间，一个自发的“抵制汽车阶层”正在德国形成。由于政府大力推行一系列优惠措施，公交车正越来越为人们所喜爱和接受。此后自行车也俏俏进入了城市交通。时至今日，德国已经平均每人拥有一辆自行车了。

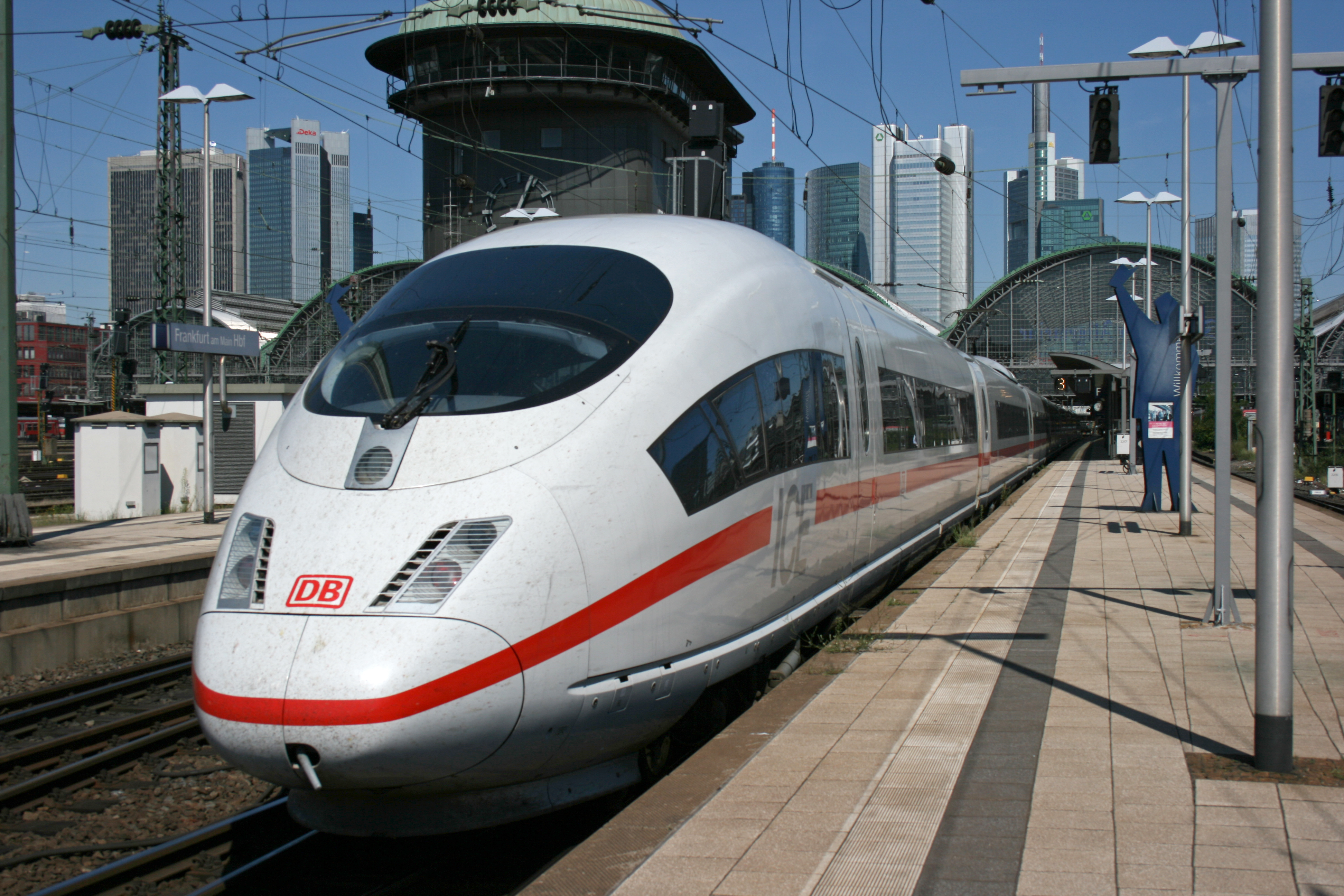
位於法蘭克福中央車站的ICE-3列車

## 铁路
德国的铁路总长度近50000公里，居世界前十位。首都柏林为欧洲著名铁路枢纽。德国的高速铁路技术雄居世界前三名。
德国的火车以准时、方便、舒适、安全而著称。但高速公路的兴起，曾重创铁路运输，使铁路一度元气大伤。20世纪中叶，高速列车的问世标志着铁路运输跨入了一个崭新的时代。进入90年代，德国火车重新受到人们的垂青。特别是1990年德国统一，火车成为了东部居民来西部的首选交通工具。同时，统一后德国地处欧洲中心的交通位置得到加强，这也为德国的铁路交通注入了新的活力。德国联邦铁路和德国国营铁路于1994年合二而一，实现了私有化，成为德国铁路股份公司(DB)。除了客运服务外，铁路始终是大宗货物运输以及联运和客运交通方面不可缺少的交通工具，并有利于保护环境。因此联邦政府投入巨资推动铁路网的现代化。德国于上世纪90年代初期将新研制的城际特快车（ICE）投入使用，其设计时速为300公里，允许时速为280公里，实际时速则控制在250公里以内。其他高铁路段已经并入或正在规划欧洲联营。

## 水运
德国是欧洲河流最多的国家之一，各主要河流之间有运河相连接并通向海洋，水运十分便利。莱茵河是航运量排世界前五的著名河流，有欧洲“黄金水道”之称。为了方便波罗的海与北海间的航运，德国还开凿了著名的基尔运河，它是世界上运量最大的人工水道之一。目前德国的内河年货运量在2亿吨以上，约占全国货运总量的1/4，最重要的水路是承担了大约2/3内河航运的莱茵河。
德国的河流及运河不仅是客货运输的重要航道，还是重要的旅游线路，在河上常见五彩斑斓的游艇载着悠闲的旅客，在水道上缓缓地观光旅行。
作为贸易大国，德国拥有一支自己的商船队。它是世界上最现代化和最安全的船队之一。2/3的船只役龄不超过10年，集装箱船舶平均船龄只有3.8年。1995年至1999年的4年间，德国船队的运力以年均14.8%的速度增长，居世界同行之首。研究表明，如果将德属外籍船舶计算在内的话，德国公司控制的船舶总量约为2830万载重吨。尽管德国船队的总运力只排在世界第8位，但是其在海上货物运输市场中所占份额却越来越大，承运货物总量占世界海运总吨位的3.8%。
德国的主要港口有汉堡、不来梅哈芬、威廉港、吕贝克和罗斯托克。其中最大的海港是汉堡港，是欧洲第三大、世界第九大港口，有“德国通向世界的门户”之称。它位于易北河下游，是易北河、阿尔斯特河、比勒河的汇合处。其作为一个自由贸易港已有百余年的历史，虽不如比利时的安特卫普港和荷兰的鹿特丹港交通便利，但其现代化的设施弥补了其地理上的不足，使之成为世界闻名的“快速港口”。2012年落成的威廉港集装箱港区是德国唯一的天然深水良港，水深达18米。它是德国唯一一座超大型万箱巨轮能够全天候自由进出的港口，自然水文条件十分优越，与汉堡港作为传统的通商口岸形成了良好的互补。

## 航空
航空运输德国航空业十分发达。成立于1955年的汉莎航空公司是德国最大的航空企业，也是世界上重要的航空公司之一。位于西南部的法兰克福国际机场是欧洲第三、世界第八大机场，也是欧洲货运量和起降量第二大机场。其它主要机场有：慕尼黑机场、杜塞爾多夫机场、柏林－勃蘭登堡國際机场、汉堡机场、科隆/波恩机场、莱比锡/哈雷机场等。
德国的交通决策部门在大力发展空中交通的同时，还特别注意到空中交通与陆路交通的耦合，并在它们的结合处动了很多脑筋。铁路需要火车站，航空需要飞机场，德国通过将火车站和飞机场建在一起很好地解决了这一问题。法兰克福机场就是这种模式，它既是飞机场，又是火车站。火车站设在飞机场地的下，有电梯相通，给由飞机换乘火车或由火车换乘飞机的旅客带来了极大的方便。